# Anthus chii
El bisbita amarillento (Anthus chii) también denominado bisbita sabanera, cachirla chica, cachirla amarillenta y caminero, es una especie de ave paseriforme de la familia Motacillidae que vive en Sudamérica.

## Distribución y hábitat
Se encuentra en diversos tipos de hábitats herbáceos y pastizales, desde Panamá, Colombia,  Venezuela, las Guayanas, Brasil, Bolivia, Paraguay y Uruguay hasta el centro de la Argentina.
Las dos subespecies reconocidas, se distribuyen de la siguiente forma:
- Anthus chii chii: sabanas del este de Colombia hasta Venezuela, las Guyanas, Brasil y Argentina.
- Anthus chii parvus: sabanas del oeste de Panamá.

Anthus chii peruvianus, taxón distribuido desde la costa norte de Perú (Lambayeque) hasta el extremo norte de Chile (Arica), fue elevado a especie plena: Anthus peruvianus.